# Doorner Arbeits-gemeinschaft
De Doorner Arbeits-gemeinschaft (ook: Doorner Arbeitskreis) was een gezelschap van geleerden die tijdens het interbellum op instigatie van de voormalige Duitse keizer Wilhelm II jaarlijks in diens ballingsoord in Nederland, Huis Doorn, bij elkaar kwamen. Tijdens de bijeenkomsten hielden de leden voordrachten voor elkaar over cultuurhistorische onderwerpen met betrekking tot (vooral) het Middellandse Zeegebied en het Nabije Oosten.

## Achtergrond
De bijeenkomsten van de Doorner Arbeits-gemeinschaft draaiden vooral om de voordrachten van Wilhelm en de bijdragen van Leo Frobenius.
In ballingschap had Wilhelm ruimschoots de tijd om zich bezig te houden met archeologie, een onderwerp waarin hij al sinds zijn jeugd geïnteresseerd was. Daarnaast was "Königtum" ofwel de rol van de vorst (in de oudheid) een thema dat zijn bijzondere aandacht had.

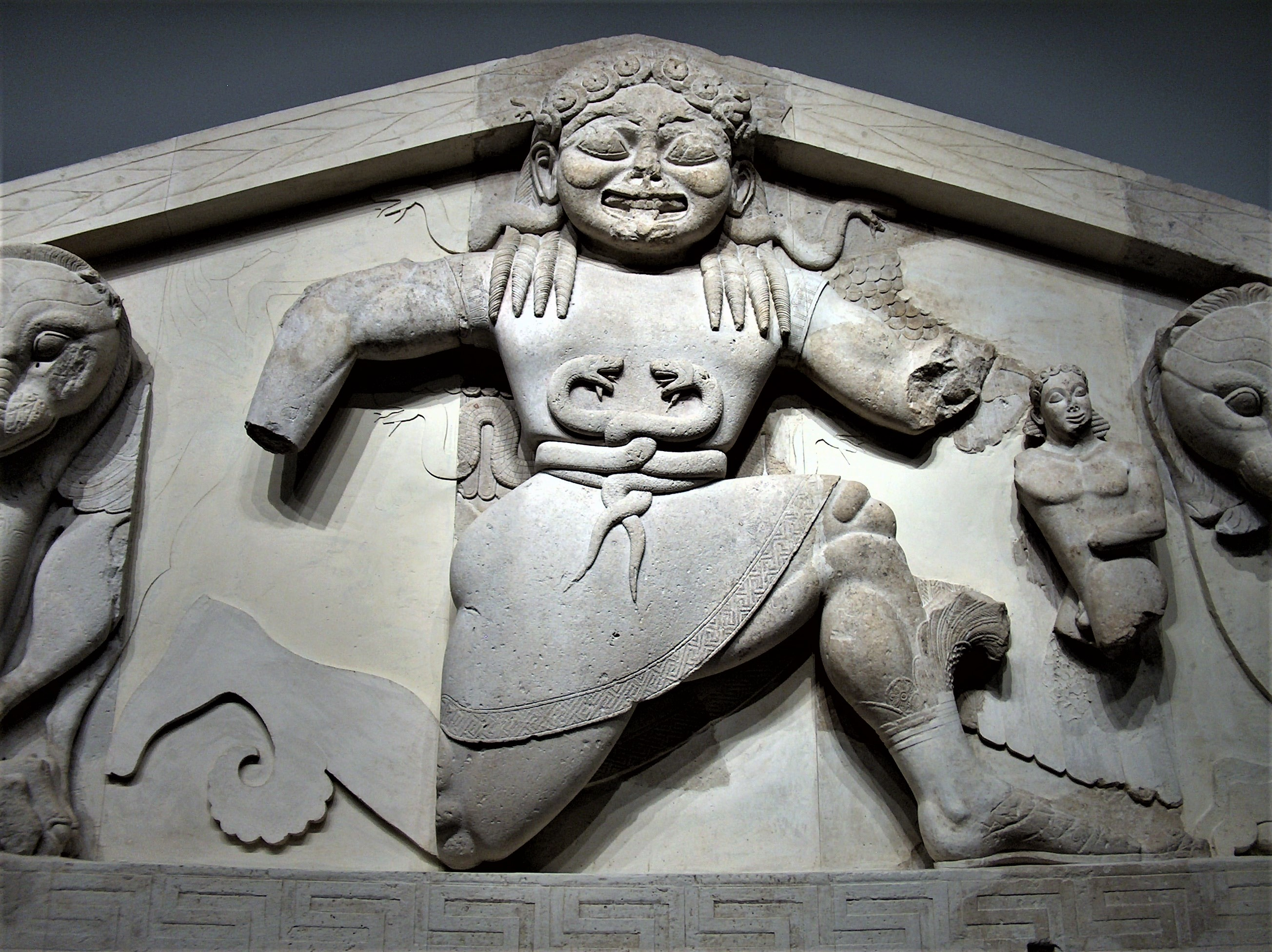
Gorgo op het pediment van de Archaïsche Artemis-tempel te Corfu

Voor de Eerste Wereldoorlog had Wilhelm opgravingen laten doen op Corfu, waar hij een zomerpaleis bezat. Het Gorgo-reliëf dat bij die opgravingen onder leiding van Wilhelm Dörpfeld gevonden werd, werd het beeldmerk van de D.A.G. 
Wilhelm liet voor de D.A.G.-leden een medaille maken en een zilveren beker waarop de Gorgo afgebeeld was.

## Leden
Naast Wilhelm waren de volgende personen lid van de D.A.G.:
- Franz Altheim [de] (Duits oudheidkundige, 1898-1976)
- Frans Böhl (Oostenrijks-Nederlands assyrioloog, 1882-1976)
- Wilhelm Dörpfeld (Duits archeoloog, 1853-1940)
- Leo Frobenius (Duits etnoloog, 1873-1938)
- Robert von Heine-Geldern [de] (Oostenrijks antropoloog, 1885-1968)
- Adolf Ellegard Jensen [de] (Duits etnoloog, 1899-1965)
- Alfred Jeremias (Duits godsdiensthistoricus, 1864-1935)
- Julius Jordan [de] (Duits archeoloog, 1877-1945)
- Károly Kerényi [de] (Hongaars godsdienst- en cultuurhistoricus, 1897-1973)
- Herman Lommel [de]  (Duits Indo-Iranist, 1885-1968)
- Hans Naumann [de] (Duits mediëvist en volkskundige, 1886-1951)
- Walter F. Otto [de] (Duits classicus, 1874-1958)
- Karl Reinhardt (Duits classicus, 1886-1958)
- Hans Rhotert [de] (Duits etnoloog, 1900-1991)
- Friedrich Sarre [de] (Duits kunsthistoricus, 1865-1945)
- Detlof von Schwerin [de] (Duits officier, hofmaarschalk van Wilhelm II in Doorn, 1869-1940)
- Ulrich von Sell [de] (Duits officier, vertrouweling van Wilhelm II, 1884-1945)
- Carl Wilhelm Vollgraff (Nederlands oudheidkundige, 1876-1967)

Louis van Vuuren (Nederlands sociaal-geograaf, 1873-1951) was enkele malen als gast aanwezig bij D.A.G.-bijeenkomsten. Theodor Wiegand (Duits klassiek archeoloog, 1864-1936) en Georg Karo (Duits klassiek archeoloog, 1872-1963) stuurden regelmatig informatie; als verdere betrokkenen werden Eduard von der Heydt (Duits-Zwitserse verzamelaar) en Otto Mossdorf (Duits militair met interesse in de Oriënt) genoemd.

## Bijeenkomsten en voordrachten
De D.A.G. kwam van 1927 tot 1938 eenmaal per jaar bijeen in Huis Doorn. Tijdens de bijeenkomsten (die drie of vier dagen duurden) hielden de leden voordrachten voor elkaar, vaak geïllustreerd met lichtbeelden. Verder werd er gediscussieerd, in de tuin gewandeld en gedineerd. De volgende lezingen werden gegeven:
| Datum                      | Spreker                        | Voordracht |
| -------------------------- | ------------------------------ | --- |
| 14-17 juni 1927            | Leo Frobenius                  | Mythen als Ausdruck und Anwendung eines Lebensgefühls |
| 14-17 juni 1927            | Herman Lommel                  | Die Lehre des Zarathustra |
| 14-17 juni 1927            | Walter F. Otto                 | Götterwelt und Mythologie in der Ilias |
| 14-17 juni 1927            | Karl Reinhardt                 | Mythen bei Hesiod |
| 14-17 juni 1927            | Carel Willem Vollgraff         | Das Grab des Dionysos in Delphi |
| 3-5 juni 1928              | Leo Frobenius                  | Prähistorische Felsbilder Europas und Afrikas |
| 3-5 juni 1928              | Alfred Jeremias                | Neue Ausgrabungen in Ur |
| 3-5 juni 1928              | Herman Lommel                  | Altindische Mythologie |
| 3-5 juni 1928              | Hans Naumann                   | Altgermanische Mythologie |
| 3-5 juni 1928              | Walter F. Otto                 | Altrömische Mythologie |
| 3-5 juni 1928              | Wilhelm II                     | Die Bedeutung des Seeverkehrs für die ältesten Kulturbeziehungen der Menschheit |
| 28-30 oktober 1929         | Alfred Jeremias                | Auf den Spuren keltischer Heiligtümer |
| 28-30 oktober 1929         | Hans Naumann                   | Die Götter Germaniens |
| 28-30 oktober 1929         | Hans Naumann                   | Kultur und Bildung in Amerika (nach Reiseeindrücken) |
| 10-13 oktober 1930         | Leo Frobenius                  | Meine indische Reise und ihre Ergebnisse |
| 10-13 oktober 1930         | Alfred Jeremias                | Die Einheit des Weltanschauungsgebäudes Westasiens |
| 10-13 oktober 1930         | Hans Naumann                   | Altgermanisches Lebensgefühl |
| 10-13 oktober 1930         | Walter F. Otto                 | Das Wesen des altgriechischen Tatsachensinnes |
| 10-13 oktober 1930         | Carel Willem Vollgraff         | Westasiatische Elemente in der kretisch-mykenischen Kultur |
| 24-27 oktober 1931         | Leo Frobenius                  | Die Entwicklung des Gorgo-Motivs |
| 24-27 oktober 1931         | Herman Lommel                  | Vedische Mythologie und parsische Religion |
| 24-27 oktober 1931         | Hans Naumann                   | Die Problematik steigender und sinkender Kulturgüter in der Völkerkunde |
| 24-27 oktober 1931         | Carel Willem Vollgraff         | Die Beziehungen zwischen protoelamitischer Kultur und geometrischem Stil |
| 27-31 oktober 1932         | Leo Frobenius                  | Expeditionsbericht |
| 27-31 oktober 1932         | Franz Böhl                     | Soziale Struktur und Gedankenwelt der sumerischen Oberschicht |
| 27-31 oktober 1932         | Hans Naumann                   | Vergleich der Motive in den germanischen und den griechischen Sagen |
| 27-31 oktober 1932         | Carel Willem Vollgraff         | Die Beziehungen zwischen Griechenland und dem Orient auf dem Gebiet der Kunst – mit näherem Eingehen auf die Sonnensymbole                                                                                                  |
| 27-31 oktober 1932         | Wilhelm II                     | Das kulturmorphologische Arbeitsprinzip |
| 27-30 oktober 1933         | Hans Naumann                   | Symbolische Gegenstände und symbolische Handlungen im deutschen Mittelalter |
| 27-30 oktober 1933         | Walter F. Otto                 | Symbolische Handlungen bei Bestattungen |
| 27-30 oktober 1933         | Friedrich Sarre                | Feldzeichen im alten Orient |
| 27-30 oktober 1933         | Carel Willem Vollgraff         | Das Dreiblatt als religiöses oder magisches Symbol |
| 27-30 oktober 1933         | Wilhelm II                     | Die chinesische Monade – ihre Geschichte und ihre Bedeutung |
| 26-30 oktober 1934         | Leo Frobenius                  | Die Weltgeschichte in zwölf Kartenbildern |
| 26-30 oktober 1934         | Franz Altheim                  | Das Wesen der etruskischen Frau als soziale Erscheinung |
| 26-30 oktober 1934         | Herman Lommel                  | Die Hochzeit des Soma |
| 26-30 oktober 1934         | Carel Willem Vollgraff         | Das Pferd im Totenglauben |
| 26-30 oktober 1934         | Wilhelm II                     | Über den Ursprung der Gorgo |
| 26-30 oktober 1934         | Wilhelm II                     | Vergleichende Zeittafeln der ältesten Geschichte Vorderasiens und Ägyptens |
| 27-30 oktober 1935         | Leo Frobenius                  | Feldwerk meines Lebens |
| 27-30 oktober 1935         | Franz Altheim                  | Das römische Königtum |
| 27-30 oktober 1935         | Adolf E. Jensen                | Die soziale Verfassung afrikanischer Völker vor dem Königtum, nach dem Beispiel von Abessinien, im besonderen die Altersstufen und Heiratsklassen der Konos und ihre z.T. noch aus der Mittelsteinzeit stammenden Gebräuche |
| 27-30 oktober 1935         | Hans Naumann                   | Germanische Symbolik – insbesondere Bausymbolik und die Irminsul |
| 27-30 oktober 1935         | Walter F. Otto                 | Die Götter Roms und die römische Geistigkeit im Vergleich zur griechischen |
| 27-30 oktober 1935         | Karl Reinhardt                 | Das Verhältnis der olympischen zur vorolympischen Götterwelt |
| 27-30 oktober 1935         | Friedrich Sarre                | Die Tradition in der iranischen Kunst |
| 27-30 oktober 1935         | Wilhelm II                     | Der Gorgotempel von Korfu im Licht ältester Bausymbolik |
| 29 oktober-1 november 1936 | Leo Frobenius                  | Erforschung Afrikas – unter Betonung der vorherrschenden und im Stil zum Ausdruck kommenden deutschen Geistigkeit |
| 29 oktober-1 november 1936 | Franz Altheim                  | Die älteste Staats- und Gesellschaftordnung in Rom und ltalien |
| 29 oktober-1 november 1936 | Franz Böhl                     | Das ägyptische und das israelitische Königtum |
| 29 oktober-1 november 1936 | Herman Lommel                  | Das Königsritual bei den indischen Ariern |
| 29 oktober-1 november 1936 | Karl Kerényi                   | Korfu und die Odyssee |
| 29 oktober-1 november 1936 | Hans Naumann                   | Das altgermanische Königtum |
| 29 oktober-1 november 1936 | Walter F. Otto                 | Der römische Majestätsbegriff |
| 29 oktober-1 november 1936 | Karl Reinhardt                 | Vergleich des griechischen mit dem römischen Königtum |
| 29 oktober-1 november 1936 | Carel Willem Vollgraff         | Das Königtum in Griechenland und Makedonien |
| 29 oktober-1 november 1936 | Wilhelm II                     | Das älteste Königtum bei den Mesopotamiern |
| 28-31 oktober 1937         | Leo Frobenius                  | Geschichte des menschlichen Geistes |
| 28-31 oktober 1937         | Robert Frhr. von Heine-Geldern | Kultbauten in Südostasien |
| 28-31 oktober 1937         | Adolf E. Jensen                | Bericht über indonesische Expedition |
| 28-31 oktober 1937         | Karl Kerényi                   | Die Gelehrten |
| 28-31 oktober 1937         | Herman Lommel                  | Der vorzoroastrische Gott Soma |
| 28-31 oktober 1937         | Hans Rhotert                   | Die Steinzeit Nordafrikas |
| 28-31 oktober 1937         | Wilhelm II                     | Geschichte und Ziele der D.A.G. |
| 26-30 oktober 1938         | Franz Böhl                     | Himmelfahrt und Höllenfahrt im alten Orient |
| 26-30 oktober 1938         | Karl Kerényi                   | Die Geburt der Helena – Wandlungen eines kosmischen Symbols |
| 26-30 oktober 1938         | Herman Lommel                  | Die Verwünschung als Rechtsform |
| 26-30 oktober 1938         | Hans Naumann                   | Veleda und die Nymphe Egeria |
| 26-30 oktober 1938         | Walter F. Otto                 | Vorgeschichtliche Sonnengötter in Italien und Griechenland |
| 26-30 oktober 1938         | Karl Reinhardt                 | Kosmische Gottheiten in vorgriechischer Zeit |
| 26-30 oktober 1938         | Carel Willem Vollgraff         | Das Kreuz als Symbol |
| 26-30 oktober 1938         | Wilhelm II                     | Ursprung und Anwendung des Baldachins |

In de fotocollectie van Huis Doorn bevinden zich foto's van verschillende D.A.G.-bijeenkomsten, waaronder een fotoalbum getiteld "Jubiläumssitzung der D.A.G. 1937".